# Альвхейм
Альвхе́йм (др.-сканд. álfheimr) — в скандинавской мифологии мир альвов, один из девяти миров древнескандинавской космологии (или одно из 14-ти жилищ богов-асов). Иногда, чтобы подчеркнуть, что там живут светлые альвы, употребляется название Льёсальвхе́йм (от др.-сканд. ljósálfar, светлые альвы).

## Этимология
Древнескандинавское álfheimr происходит от двух слов: álfr («альв») и heimr («мир», «родина») и означает, соответственно, «мир альвов».

## Альвхейм в письменных источниках
В эддических текстах Альвхейм упоминается всего несколько раз. Впервые — при перечислении жилищ асов в «Старшей Эдде» («Речи Гримнира», строфа 5)

«Некогда Альвхейм

был Фрейром получен

от богов на зубок.»

А также дважды в «Младшей Эдде»: «Видении Гюльви», часть 17, когда Снорри Стурлусон описывает небо 

«Немало там великолепных обиталищ. Есть среди них одно — Альвхейм. Там обитают существа, называемые светлыми альвами.»
 и в «Языке поэзии», когда он цитирует «Хвалебную песнь Тору» (др.-сканд. Þórsdrápa), в последней приводимой строфе которой употреблён сложный для перевода и понимания кеннинг великанов, означающий приблизительно «телята глубокого укрытия блеска Альвхейма».
Альвхеймом (или Альвхеймаром) называли и реальную географическую область между устьями рек Гёта-Эльв и Гломма (на территории современных Швеции и Норвегии), где – как считалось – жили более справедливые (красивые и цивилизованные) люди, породившие ассоциацию с альвами. О ней сообщают многочисленные саги, например: «Сага об Инглингах», «Сага о Гаутреке», «Сага о Торстейне сыне Викинга», «Сага о Хальвдане Черном» или «Сага об Иллуги Зяте Грид».
В исландских сказках место обитания альвов и скрытых жителей сохранило название Альвхейм, однако оно приобрело черты хтонического мира.

## Интерпретации и мнения
Возможно, своё толкование Альвхейма как мира альвов было предложено Стурлусоном, чтобы исправить видимое противоречие в текстах «Старшей Эдды», где с одной стороны говорится о младенце Фрейре, получившем это обиталище после появления первого зуба, с другой стороны повествуется, что Фрейр жил у асов как заложник после их войны с ванами. С тех пор, однако, имеет место смешение понятий Альвхейма как родины альвов и резиденции Фрейра, которое может быть приписано именно Стурлусону.
Есть попытки уточнить место расположения Альвхейма, связав его, к примеру, с мифическим Идалиром, где построил свои палаты ас Улль, с жилищем великана Эгира или поместив его на вершине мирового дерева Иггдрасиль, рядом с Асгардом, либо между Асгардом и Мидгардом. Порою, основываясь на сообщении в тексте «Видения Гюльви», что светлые альвы живут в настоящее время на третьем, самом высоком, небе Видблайн, Альвхейм переносится именно туда, однако британский филолог Бенджамин Торп считал, что описание Видблайна относится ко времени после Рагнарёк. Пожалуй, единственным корректным уточнением, основанным на его противопоставлении с подземным миром карликов Свартальфахеймом, может являться размещение Альвхейма «над землёй». Географический же Альвхейм, возможно, не имел ничего общего с миром альвов (кроме сходного звучания) и происходил от слова álf, что в переводе означало слой гравия под полем.
Поскольку эддические тексты не дают никакой дополнительной информации об Альвхейме, любое подробное описание его географии, климата и других аспектов жизни в нём является лишь современной реконструкцией, не основанной на оригинальных источниках.